# Carl Adam Bader

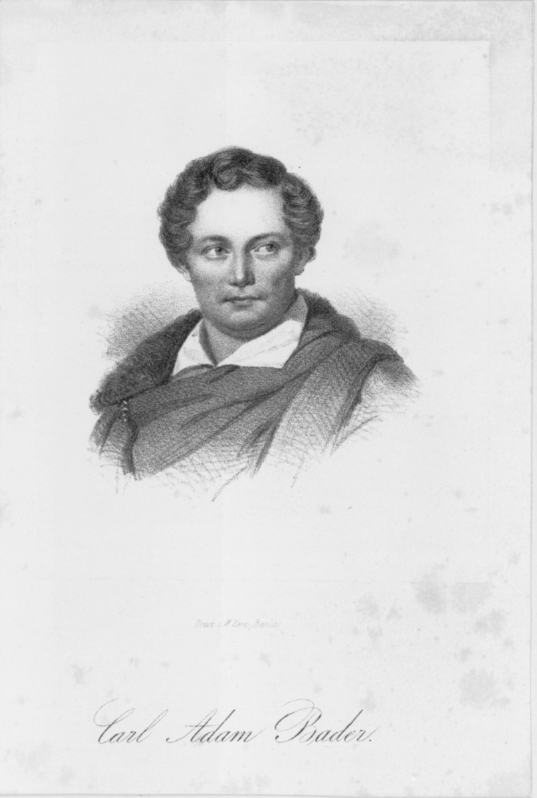
Carl Adam Bader

Carl Adam Bader (* 10. Januar 1789 in Bamberg; † 14. April 1870 in Berlin), auch Karl Adam Bader war ein deutscher Opernsänger (Tenor).

## Leben
Bader war der Sohn des Organisten vom Bamberger Dom St. Peter und St. Georg. Seine erste musikalische Ausbildung bekam er durch seinen Vater, später sorgte das Domkapitel für seine Ausbildung. 1807 berief ihn dieses auch zum Nachfolger seines Vaters.
Nach einigen Jahren im Dienst der Kirche wechselte er 1811 an das Bamberger Theater. Dort arbeitete er mit Franz Ignaz von Holbein zusammen; für sehr kurze Zeit auch mit E. T. A. Hoffmann. Sein Debüt als Sänger gab Bader in der Rolle des „Loredano“ (Camilla, ossia Il sotterraneo), noch im selben Jahr folgten „Belmonte“ und „Sargines“.
Später wechselte Bader ans königliche Hoftheater nach München. Die offizielle Kritik war etwas zurückhaltender, aber das Publikum sah ihn schon bald als Konkurrenten von Antonio Brizzi. Nach mehreren Jahren der Zusammenarbeit mit dem Kapellmeister Peter Joseph von Lindpaintner und nahm nacheinander Engagements an den Theatern von Bremen, Hamburg und Braunschweig an.
Mit 29 Jahren konnte Bader 1818 erstmals in Berlin auftreten und zwei Jahre später wurde er – ausgezeichnet mit dem Titel Kammersänger – an die königliche Bühne engagiert. Dort gehörte er bis zu seinem offiziellen letzten Auftritt 1845 zum Ensemble. Anschließend fungierte er an diesem Haus noch einige Jahre als Regisseur und bis an sein Lebensende leitete er die musikalischen Veranstaltungen in der St.-Hedwigs-Kathedrale (Erzbistum Berlin).
Einige Wochen nach seinem 81. Geburtstag starb Carl Adam Bader am 14. April 1870 in Berlin und fand dort auch seine letzte Ruhestätte.
Ab 1813 war er mit der Schauspielerin Sophie Laurent verheiratet.

## Rezeption
Bader hatte sich schon bald aus dem Schatten seiner Kollegen, wie z. B. Antonio Brizzi, gelöst und galt für Jahre dem Publikum wie auch der offiziellen Kritik als einer der besten deutschen Tenöre seiner Zeit. Ob komische wie auch lyrische oder tragödische Partien oder auch einfacher Soiréen, Bader war immer ein gesuchter wie auch gefeierter Interpret.

## Rollen (Auswahl)
- Loredano – Camilla, ossia Il sotterraneo (Ferdinando Paër)
- Belmonte – Die Entführung aus dem Serail (Wolfgang Amadeus Mozart)
- Sargines – Sargines (Fernando Paër)
- Nadori – Jessonda (Louis Spohr)
- Iwanow – Zar und Zimmermann (Albert Lortzing)
- Masaniello – Die Stumme von Portici (Daniel-François-Esprit Auber)
- Robert – Robert, der Teufel (Giacomo Meyerbeer)
- Cortez – Fernand Cortez (Gaspare Spontini)
- Max – Der Freischütz (Carl Maria von Weber)
- Licinius – Die Vestalin (Gaspare Spontini)
- Otello – Otello (Gioachino Rossini)
- Hüon – Oberon (Carl Maria von Weber)
- Adolar – Euryanthe (Carl Maria von Weber)
- Johann – Johann von Paris (François-Adrien Boieldieu)
- Joconde – Joconde ou Les coureurs d’aventures (Nicolas Isouard)
- Roger – Maurer und Schlosser (Daniel-François-Esprit Auber)